# 1123 Shapleya
1123 Shapleya је астероид главног астероидног појаса са средњом удаљеношћу од Сунца која износи 2,225 астрономских јединица (АЈ).
Апсолутна магнитуда астероида је 11,7 а геометријски албедо 0,445.